# Zoran Drvenkar

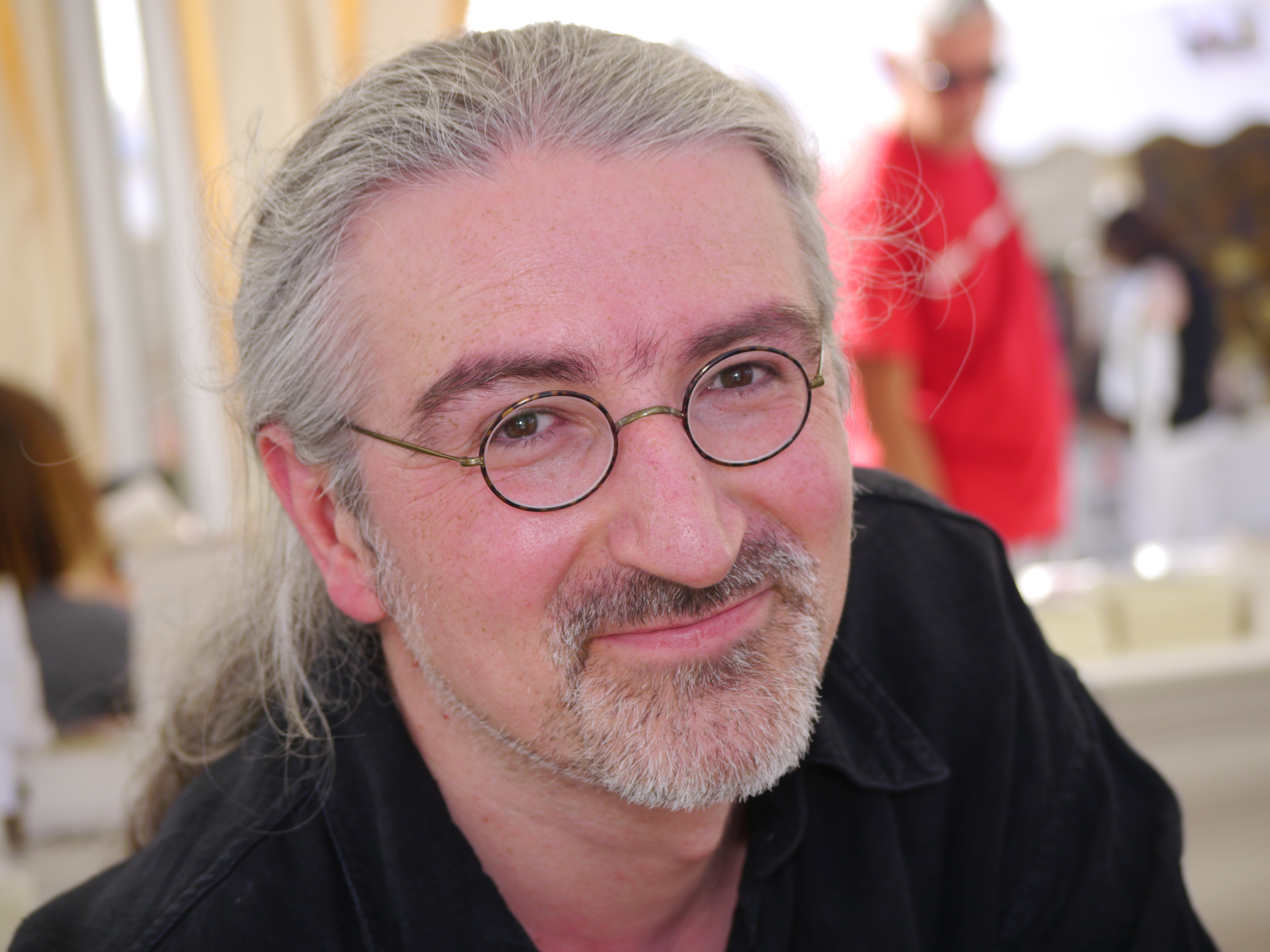
Zoran Drvenkar 2011

Zoran Drvenkar (* 19. Juli 1967 in Križevci, SR Kroatien, Jugoslawien) ist ein kroatisch-deutscher Schriftsteller.

## Leben
Zoran Drvenkar wurde am 19. Juli 1967 in Križevci geboren und kam mit seinen Eltern im Alter von drei Jahren nach West-Berlin. Er wuchs in Charlottenburg auf. Vorübergehend nahm er Jobs im Kindergarten oder Ökoladen an, ein paar Monate war er als freier Mitarbeiter beim Berliner Tagesspiegel. Nach 1989 ging zuerst nach Bayern und lebte danach von 1991 bis 1994 in einem Caravan in den Niederlanden. 1995 kehrte er wieder zurück nach Berlin und lebt heute in Mecklenburg-Vorpommern.
Seit 1989 arbeitet er als freier Schriftsteller und schreibt Romane, Gedichte und Theaterstücke über Kinder, Jugendliche und Erwachsene. Zoran Drvenkar wurde für seine Bücher mit zahlreichen Preisen ausgezeichnet. Seine Thriller Sorry und Du wurden in 14 Sprachen übersetzt, 2010 wurde Sorry mit dem Friedrich-Glauser-Preis ausgezeichnet. Unter dem Pseudonym Victor Caspak & Yves Lanois schrieb er die Bestsellerreihe Die Kurzhosengang und erhielt dafür unbekannterweise 2005 den Deutschen Jugendliteraturpreis.

## Auszeichnungen
- 1999 Oldenburger Kinder- und Jugendbuchpreis für Niemand so stark wie wir
- 2000 LUCHS 162 für Im Regen stehen
- 2001 Science-Fiction-Preis der Berliner Festspiele für Die Alte Stadt
- 2001 Münchener Jugend-Dramatikerpreis für Traumpaar
- 2001 Würth-Literatur-Preis
- 2001 La vache qui lit
- 2002 LUCHS 183 für Cengiz & Locke
- 2002 Kinderbuchpreis des Landes Nordrhein-Westfalen für Der einzige Vogel der die Kälte nicht fürchtet
- 2003 Jury der jungen Leser Sonderpreis
- 2003 Hansjörg-Martin-Preis der „Autorengruppe deutschsprachige Kriminalliteratur“ – Das Syndikat für Cengiz & Locke
- 2004 Phantastik-Preis der Stadt Wetzlar für Sag mir, was du siehst
- 2004 Goldener Lufti für Sag mir, was du siehst
- 2004 Hans-im-Glück-Preis für Cengiz & Locke
- 2004 Deutscher Jugendliteraturpreis für die Übersetzung von Fuchs von Margaret Wild
- 2004 Theaterpreis für das Stück Traumpaar
- 2005 Kröte des Monats Dezember für Die Nacht, in der meine Schwester den Weihnachtsmann entführte
- 2005 Deutscher Jugendliteraturpreis für Die Kurzhosengang, geschrieben unter dem Pseudonym Victor Caspak & Yves Lanois
- 2006 LUCHS 227 für Die Nacht, in der meine Schwester den Weihnachtsmann entführte
- 2006 Silberne Lola für Knallhart
- 2008 Rattenfänger-Literaturpreis mit Martin Baltscheit für Zarah. Du hast doch keine Angst, oder?
- 2010 Friedrich-Glauser-Preis für Sorry
- 2015 Deutscher Kinderhörspielpreis für Magdeburg hieß früher Madagaskar
- 2023 Luchs des Monats (März) für Kai zieht in den Krieg und kommt mit Opa zurück

## Werke

### Belletristik
- Asa, Suhrkamp, Berlin 2025. ISBN 978-3-518-47511-9
- Sonntagsblätter, Gedichte und Geschichten nach Bildern von Martin Baltscheit, Jacoby & Stuart, 2020. ISBN 978-3-96428-077-0
- Könnte ich meine Sehnsucht nach dir sammeln, Gedichte zu Fotografien von Corinna Bernburg, Photographien & Gedichte, cbj, 2015. ISBN 978-3-570-15909-5
- Still, Eder & Bach, Berlin 2014. ISBN 3-945386-00-4
- Du, Ullstein Buchverlag 2010. ISBN 3-550-08773-X
- Sorry, Ullstein Buchverlag 2009. ISBN 3-550-08772-1
- Yugoslavian Gigolo, Klett-Cotta 2005. ISBN 978-3-423-20977-9
- Du bist zu schnell, Klett-Cotta 2003. ISBN 3-608-93623-8

### Jugendbuch
- Wir - Die süßen Schlampen, Roman, Beltz & Gelberg, 2022. ISBN 978-3407756046
- Licht und Schatten, Roman, Beltz & Gelberg, 2019. ISBN 978-3-407-75462-2
- Könnte ich meine Sehnsucht nach dir sammeln, mit Corinna Bernburg, Photographien & Gedichte, cbj, 2015. ISBN 978-3-570-15909-5
- Der Ruf aus dem Eis - Der letzte Engel (Teil II), 2015 cbj. ISBN 978-3-570-17137-0
- Der letzte Engel - (Teil I), 2012 cbj. ISBN 978-3-570-15459-5
- was geht wenn du bleibst, 2005 Carlsen. ISBN 3-551-58148-7
- Cengiz & Locke, Carlsen, Hamburg 2002. ISBN 3-551-58074-X
- Sag mir, was du siehst, Carlsen 2002. ISBN 3-551-58097-9
- Touch the flame, Carlsen 2001. ISBN 3-551-58071-5
- Im Regen stehen, 2000, Rowohlt. ISBN 3-499-20993-4
- Der Bruder, 1999 Rowohlt. ISBN 3-499-20958-6
- Niemand so stark wie wir, 1999 Rowohlt. ISBN 3-499-20936-5

### Kinderbuch
- Frankie und wie er die Welt sieht, Hanser Verlag, München 2024, ISBN 978-3-446-28073-1
- Kai zieht in den Krieg und kommt mit Opa zurück, Roman, Hanser Verlag, München 2023. ISBN 978-3-446-27594-2[1]
- Pandekraska Pampernella, Beltz & Gelberg 2021
- Oh je, schon wieder Ferien, illustriert von Patricia Keller. Beltz & Gelberg, Weinheim 2020, ISBN 978-3-407-75549-0
- Die Kurzhosengang & das Testament der Brüder, CBJ 2018
- Die Rückkehr der Kurzhosengang, Neuauflage, CBJ 2018
- Weißt du noch, mit Bildern von Jutta Bauer, Hanser 2017
- Die tollkühne Rückkehr von JanBenMax, mit Bildern von Christine Schwarz, CBJ 2013
- Die tollkühnen Abenteuer von JanBenMax, Neuauflage, mit Bildern von Christine Schwarz, CBJ 2013
- Du schon wieder, Neuauflage, illustriert von Ole Könnecke, CBJ 2013
- Die Kurzhosengang & das Totem von Okkerville, mit Bildern von Martin Baltscheit, CBJ 2012
- Die tollkühnen Abenteuer von JanBenMax, mit Bildern von Christine Schwarz, Bloomsbury 2008
- Frankie unsichtbar, mit Bildern von Martin Baltscheit, Tulipan 2008
- Zarah - Du hast doch keine Angst, oder?, mit Bildern von Martin Baltscheit, Bloomsbury 2007
- Paula und die Leichtigkeit des Seins, mit Illustrationen von Peter Schössow, Bloomsbury 2007
- Die Rückkehr der Kurzhosengang, unter dem Pseudonym Victor Caspak & Yves Lanois, Bloomsbury 2006
- Wenn die Kugel zur Sonne wird, Roman mit Gregor Tessnow, Terzio 2006, ISBN 978-3-89835-854-5
- Die Nacht, in der meine Schwester den Weihnachtsmann entführte, Carlsen, Hamburg 2005, ISBN 3-551-55419-6
- Die Kurzhosengang, unter dem Pseudonym Victor Caspak & Yves Lanois, Carlsen 2004
- Eddie im Finale, Oetinger 2004. ISBN 3-7891-0597-X
- Du schon wieder, illustriert von Ole Könnecke 2003 Carlsen ISBN 3-551-55240-1
- Eddies zweite Lügengeschichte, 2001 Oetinger
- Eddies erste Lügengeschichte, 2000 Oetinger
- Der einzige Vogel, der die Kälte nicht fürchtet, mit Bildern von Martin Baltscheit, Carlsen, Hamburg 2001 (Wiederveröffentlichung als Tb. 2007 ISBN 978-3-551-35565-2)
- Der Winter der Kinder oder Alissas Traum, 2000 Oetinger ISBN 3-499-21188-2
- Der einzige Vogel, der die Kälte nicht fürchtet, 2001 Carlsen, ISBN 3-551-55220-7

### Hörbuch
- Pandekraska Pampernella, Hörcompany 2021
- Still, ungekürzte Lesung von Christoph Maria Herbst, Der Audio Verlag 2014
- Der letzte Engel, ungekürzte Lesung von Martin Baltscheit, cbj audio 2012
- Du, Hörbuch Hamburg 2010
- Sorry, Hörbuch Hamburg 2009
- Du bist zu schnell, Hörbuch Hamburg 2009
- Die Nacht, in der meine Schwester den Weihnachtsmann entführte, gelesen von Martin Baltscheit, Hörbuch Hamburg 2009
- Die tollkühnen Abenteuer von JanBenMax, Teil I & II, gelesen von Martin Baltscheit, Hörcompany 2008
- Die Nacht, in der meine Schwester den Weihnachtsmann entführte, drei Geschichten aus dem Roman, gelesen vom Autor, Süddeutsche Zeitung Bibliothek, 2007
- Paula und die Leichtigkeit des Seins, gelesen von Hannah Herzsprung und mit der bisher unveröffentlichten Geschichte um Paulas Bruder Lennis kurze Reise zu den Sternen gelesen vom Autor, Hörcompany 2007
- Die Rückkehr der Kurzhosengang, gelesen von Andreas Fröhlich, Oliver Rohrbeck, Jens Wawrczeck, Gustav Peter Wöhler und dem Autor, Hörcompany 2007
- Die Kurzhosengang, gelesen von Andreas Fröhlich, Oliver Rohrbeck, Jens Wawrczeck und Gustav Peter Wöhler
- Eddies Lügengeschichten, gelesen von Ilona Schulz, Hörcompany 2007
- Der einzige Vogel, der die Kälte nicht fürchtet gelesen vom Autor, Hörcompany 2002

### Drehbuch
- Knallhart, mit Gregor Tessnow nach dessen gleichnamigen Roman, verfilmt 2006 von Detlev Buck

### Theaterstücke
- Kai zieht in den Krieg und kommt mit Opa zurück, Verlag für Kindertheater
- Magdeburg hieß früher Madagaskar, Verlag für Kindertheater
- Zarah - Du hast doch keine Angst, oder?, Verlag für Kindertheater
- Die zweite Chance uraufgeführt in Potsdam 2000 am Hans-Otto-Theater
- Traumpaar uraufgeführt in Berlin 2006 am Theater an der Parkaue
- Cengiz & Locke uraufgeführt in Berlin 2006 am Grips-Theater

### Hörspiele
- 2015: Magdeburg hieß früher Madagaskar – Regie: Klaus-Michael Klingsporn (Kinderhörspiel – DKultur)